# Luis Valença
Luís Valença (né Luís Filipe Duarte Valença Rodrigues en 1946 à Lisbonne) est un écuyer portugais, formateur et metteur en scène. Ancien maître de l’École portugaise d’art équestre (EPAE), il est le fondateur de la Valença Equestrian Academy et une figure majeure de l’équitation classique portugaise. Il est reconnu à l’international pour sa pédagogie, ses spectacles, et son influence sur plusieurs générations de cavaliers.

## Biographie
Luís Valença est formé dès son plus jeune âge par Dom José Manuel da Cunha Menezes, disciple de François Baucher. Il poursuit ensuite son apprentissage auprès du maître portugais Nuno Oliveira, à l’invitation de ce dernier, alors qu’il n’a que 17 ans.

## Carrière

### École portugaise d’art équestre
Luís Valença rejoint l’EPAE dès sa création, où il occupe le poste de mestre-picador. Il contribue au développement du répertoire d’airs au-dessus du sol et forme de nombreux écuyers portugais. En 2003, il est nommé écuyer honoraire de l’école.

### Académie Valença
Dans les années 1980, il fonde le Centro Equestre da Lezíria Grande à Vila Franca de Xira, qui deviendra plus tard la Valença Equestrian Academy. Ce centre forme des cavaliers de tous niveaux venus du monde entier. L’Académie affirme avoir formé plusieurs milliers de cavaliers dans plus de 40 pays, y compris des cavaliers de Grand Prix et olympiques.

### Titre de maître FEI
En février 1998, Luís Valença reçoit le titre officiel de "Riding Master" délivré par la Fédération équestre internationale (FEI), enregistré sous le numéro 271.

## Spectacles
Valença est un metteur en scène reconnu pour ses spectacles de haute école. Il est directeur technique du Royal Horse Gala entre 1996 et 2002, et participe aux tournées de Apassionata et Cavalluna. Il se produit également dans divers festivals internationaux (Maroc, Espagne, Allemagne). En 2020, il crée le spectacle virtuel A Magical Night of Horses, diffusé en ligne.

## Élèves et influence
Parmi les cavaliers influencés ou formés par Luís Valença :
- Mario Luraschi, cascadeur et écuyer français, mentionne avoir appris à travailler avec le cheval auprès de Valença et Paco Yanez lors de séjours au Portugal[4] ;
- ses filles, Filipa et Sofia Valença, écuyères et formatrices à l’Académie.

## Style
Luís Valença développe une approche fondée sur la communication, l'équilibre, la légèreté et le respect du rythme naturel du cheval. Il est notamment connu pour son travail sur les airs au-dessus du sol, la précision des transitions et l’application des principes de Baucher et Oliveira dans un cadre pédagogique contemporain.

## Distinctions
- 1998 : Médaille du Mérite Municipal (Vila Franca de Xira)
- 1998 : Titre de "Riding Master" décerné par la FEI (n° 271)
- 2001 : Trophée carrière, Festival de Golegã
- 2002 : Parrain de l’Académie équestre de Versailles (fondée par Bartabas)
- 2003 : Cavalier honorifique de l’EPAE
- 2024 : Hommage officiel par le président de la République portugaise lors du gala du 45e anniversaire de l’EPAE[5]

## Œuvres
Il n’a pas publié d’ouvrage papier mais a réalisé une collection pédagogique vidéo en anglais :
- 50 Years of Classical Riding (20 épisodes HD), produite par la Valença Equestrian Academy[6].